# El vuelo de la Victoria
 (срп. Победнички лет) мексичка је теленовела, продукцијске куће Телевиса, снимана и приказана током 2017.

## Синопсис
Болесна и беспомоћна Сесилија оставила је своју тек рођену ћерку на прагу дома богате породице Сантибањез, верујући да ће је прихватити као своје дете. Девојчицу је пронашла дадиља Ћенћа, која ју је примила под своје окриље, трудећи се да је одгаја тако да не смета глави богате породице — хладнокрвној Глорији де Сантибањез, која ће својим поступцима обележити судбину придошлице, која је добила име Викторија. Девојчица је одмалена уживала у трчању и већ тада је изгледало да је предодређена да постане професионална атлетичарка. Кад у село дође дон Клементе, ловац на спортске таленте, убеђен је да је нашао нову звезду. Међутим, четрнаестогодишња Викторија оптужена је за смрт своје најбоље пријатељице, те је принуђена да до пунолетства буде у поправном дому. Леђа су јој окренули скоро сви — могла је рачунати само на подршку дадиље Ћенће и млађег Глоријиног сина Андреса, који, упркос мајчином противљењу сања о венчању са Викторијом.
Када је напунила 18 година, Викторија је изашла из поправног дома и нашла се пред животном прекретницом — морала је да одлучи да ли жели да остане крај Андреса, који јој се заклео на верност, или да следи свој сан и трчи до победе. У село се вратио и дон Клементе, обећавајући јој да блиставу каријеру, те је она одлучила да остави прошлост иза себе и постане професионална спортисткиња. У међувремену, у село је стигла и Викторијина мајка Сесилија, која се после толико година заклела да ће повратити своје дете.
Када стигне у велики град, Викторија упознаје Раула, спортског лекара, са којим је била повезана и у поправном дому, а да тога није била свесна. Када су се упознали међу њима је планула љубав, па се Викторији чини да је коначно успела да среди свој живот. Међутим, судбина не мисли тако.

### Главне улоге
| Глумац:         | Улога:             |
| --------------- | ------------------ |
| Паулина Гото    | Викторија Тонанцин |
| Андрес Паласиос | Раул де ла Пења    |
| Мане де ла Пара | Андрес Сантибањез  |

### Споредне улоге
| Глумац:                | Улога:                                |
| ---------------------- | ------------------------------------- |
| Елизабет Алварез       | Магдалена Санчез                      |
| Хорхе Поза             | Хулио Монтањо                         |
| Габи Меладо            | Адријана Ернандез                     |
| Наталија Гереро        | Сесилија де Асеведо                   |
| Хорхе Аревена          | Хорхе Асеведо                         |
| Рене Стриклер          | Клементе Мендијета                    |
| Вероника               | Кресенсија Ћенћа                      |
| Сусана Досамантес      | Глорија де Сантибањез                 |
| Елена Рохо             | Марија Изабел де ла Пења              |
| Сусана Гонзалес        | Исадора Дункан                        |
| Артуро Пениче          | Браулио Завала                        |
| Роберто Бландон        | Сантијаго Сантибањез                  |
| Хуан Пабло Хил         | Артуро Асеведо                        |
| Тања Лизардо           | Усумасинта Синта                      |
| Марија Андреа Араухо   | Тања                                  |
| Ева Кедењо             | Кристина                              |
| Ана Лорена Елордуј     | Елса де ла Пења                       |
| Клариса Гонзалез       | Елена Сантибањез                      |
| Пиа Санз               | Луз Кларита                           |
| Бригит Бозо            | Анхела                                |
| Лало Паласиос          | Елијас Замора                         |
| Исадора Гонзалез       | Миреја                                |
| Рафаел Амадор          | Естебан                               |
| Сусана Лозано          | Мариса Завала                         |
| Маурисио Гарсија Муело | Леонардо де ла Пења                   |
| Гиљермо Авилан         | Ернесто Корал                         |
| Лисет Ромо             | Сулема                                |
| Хорхе Гаљегос          | Игнасио                               |
| Пјетро Ванучи          | Саул                                  |
| Ерман Гутјерез         | Армандо                               |
| Палмејра Круз          | Милагрос                              |
| Клаудија Болат         | Роса                                  |
| Артуро Муњоз           | Мандухано                             |
| Руби Кардусо           | Мирна                                 |
| Арена Ибара            | Росаура                               |
| Марија Прадо           | Нахера                                |
| Алехандро Куетара      | Феликс                                |
| Хорхе Ортин            | Карлос                                |
| Леонардо Адриесен      | Алехандро Тонацин / Себастијан Завала |
| Матијас Антуано        | Феникс Монтано Сантибањез Калзада     |
| Камил Омаел            | Кресенсио                             |
| Ерардо Сантињез        | Доктор                                |
| Алехандро Исагире      | мали Сантјаго                         |
| Хаиме Макео            | мали Андрес                           |